# 方君瑛
方君瑛（1884年—1923年），字润如，福建侯官县人，清末民初的革命志士。她是中国同盟会的会员，曾留学日本和法国，在清末时主张暴力革命，负责组织刺杀行动，辛亥革命后从事过教育事业，后因意志消沉而自杀于上海。方君瑛家中的兄弟姐妹一共11人，其家族同辈中有6人都加入了中国同盟会，被称为“举族赴义”，其中七弟方声洞还是黄花岗七十二烈士之一。

## 生平
方君瑛于清光绪十年（1884年）八月初三出生在福建侯官县南通镇方庄，即今天福建省福州市闽侯县境内，兄弟姐妹共有11人，她排行第二。其父亲方家湜为福州商人，后来到湖北汉口经营公信存转运公司，家庭思想比较开明。1901年，在伯父方家澍资助下，方君瑛同寡居的四嫂曾醒（異母兄方聲濂之妻）、孤侄方賢俶（曾醒的兒子）、六弟方声涛、六弟媳郑萌、七弟方聲洞一同赴日本，并在日本加入了中国同盟会。在同盟会期间，方君瑛主张暴力革命和暗杀行动，被誉为“智深勇沉可属大事”，曾担任同盟会实行部部长，负责组织暗杀行动，部内成员有吴玉章、黄复生、喻培伦、黎仲实和曾醒等人。她还同秋瑾、陈撷英等女革命党人在横滨的黄兴组织的秘密制造炸药的机关中学习。方君瑛也主张“力学救国”，于1907年考入日本东京高等女子师范学校，并于1911年2月毕业。在学期间，她还参与制造炸药，并到香港接应去北京暗杀摄政王载沣的喻培伦、黄复生、黎仲实、汪精卫、陈璧君等人。汪精卫等人被捕后又返回日本。广州起义前夕，方君瑛到达香港，并扮成孝妇从香港偷运军火至广州供给革命军。起义失败后，因为七弟方声洞阵亡，方君瑛又到日本接方声洞的妻子回汉口的家中。
辛亥革命胜利后，1912年，方君瑛携弟妹们回到福州，她不愿担任福建省教育厅厅长一职，只同意担任福建女子师范学校校长。1912年下半年又带十一妹方君璧、四弟妹曾醒、曾醒之子方贤叔以及弟弟曾仲鸣到法国留学。1915年，方君瑛在听说袁世凯要接受日本提出的二十一条不平等条约后，就回国欲加以阻止，回国后又逢父亲去世，在家治丧之后便携带妹妹方君琦再赴法国。1921年秋，她在法国波尔多大学修完数学课程，获得硕士学位，成为第一位在法国获得硕士学位的中国女性，并在大学中执教。在法国期间她曾遭遇车祸而脑震荡，有资料称此时她的精神变得不太正常。
1922年12月，方君瑛回到中国。当时汪精卫等人正在广州筹办执信学校，想邀请她前往，但当时陈炯明又在广东发动六一六事变，广东局势混乱，方君瑛只能滞留上海。期间，她还婉拒了陈嘉庚的集美学校任教的邀请。此时她有感于社会腐败等问题，意志变得十分消沉。1923年6月12日，方君瑛在上海的寓所内吞服大量吗啡自杀，并于14日因抢救无效而逝世。遗书中称“为国事累卵，民苦倒悬，而同志泄沓弗振，社会尤腐败之极，自恨不能力济，只有死耳。”

## 与汪精卫的关系传闻
野史传称方君瑛和汪精卫有恋爱关系，二者虽没有结婚，但却有婚外恋情，这引发汪精卫夫人陈璧君的嫉妒与气愤，方君瑛回国后，陈璧君曾当场责骂方君瑛，导致了方君瑛的自杀。
此說法為方君瑛妹妹方君璧及汪陳兩家後人所痛斥。